# Lex Hortensia
Закон Гортензія (лат. Lex Hortensia) — закон диктатора Квінта Гортензія, прийнятий 287 р. до н. е. Закон формально повторював давні закони Валерія та Горація і належав до розряду «священних». Особливе значення закону полягає в тому, що він надав плебеям юридичну рівність з патриціями, а саме рішення плебських трибунатних коміцій визнавалися загальнодержавними законами, обов'язковими для патриціїв і плебеїв. Він ознаменував завершальний момент у протистоянні орденів. Законом Гортензія прийнято завершувати історію боротьби патриціїв і плебеїв.
Окрім важливих політичних змін, закон змінював статус нундінів, які до того вважалися nefasti dies. До 287 до н. е. це були вихідні дні, коли мешканці навколишніх сіл приходили до Риму для продажу або купівлі вирощених ними продуктів. Для того, аби в цей день селяни могли вирішувати свої юридичні справи, Lex Hortensia змінив статус нундінів на dies fasti non comitiales.

## Причини прийняття
Приводом до його видання послужило повстання плебеїв, невдоволених зростанням заборгованості і порушенням сенатом прав трибунатних коміцій. Влітку 287 року до н.е. патриції розробили проєкт нового військового законодавства.
Можливо, після здобутої перемоги над самнітами, що населяли південну частину Апеннін, і розширення римських володінь, патриції намірилися знову обмежити права плебеїв - з тим, щоб зміцнити свої. Тому нове військове законодавство, що посилювало владу патриціїв, викликало рішучий протест з боку плебеїв.
Одразу після опублікування нового законопроєкту плебеї вирішили піти з Риму на знак протесту і, таким чином, заморозити господарське життя міста. Цей демонстративний відхід плебеїв за міську межу, які і попередні, отримав назву як "сецесія плебеїв". 
Обурені плебеї зібралися на пагорбі Янікул, що на правому березі Тибру. Рим спорожнів, працювати було нікому. Плебеї призначили свого диктатора Квінта Гортензія і наказали йому розробити власне військове законодавство на противагу патриціанському. 

## Положення
У новому документі прописувалося, що рішення плебейських зборів - плебісцитів - набувають чинності закону й поширюються на всіх римлян, зокрема й патриціїв. З цього часу плебісцит, щоб бути загальнообов'язковим, не потребував попередньої згоди сенату і тому міг називатися lex, тоді як раніше це слово застосовували тільки до постанов всенародних зборів — коміцій.
Однак поруч із цим існують більш ранні закони, які постановляли майже те ж саме, це закони Валерія та Горація 449 р. і закон Публілія Філона 339 р. Вважаючи неймовірним, щоб усі ці три закони повторювались, сучасні історики припускають певну відмінність у їхньому змісті. На думку Моммзена, тільки останній закон, закон Гортензія, визнав загальнообов'язкову силу за плебісцитами; два ж перші закони стосувалися не плебісциту, а populiscita — постанов коміцій з трибами, причому перший мав на увазі вибори в них, а другий - загальні законодавчі рішення .
Гай таким чином описує історію встановлення плебісциту:

Закон є тим, що народ римський схвалює і постановляє; плебейське рішення є тим, що плебс схвалює і постановляє. Плебс же відрізняється від народу тим, що словом народ позначаються всі громадяни, включно з патриціями; найменуванням же плебс позначаються всі інші громадяни, за винятком патриціїв. Ось тому-то патриції колись стверджували, що постанови плебеїв для них не обов'язкові, тому що їх складено без їхнього дозволу та участі. Але згодом видали закон Гортензія, яким було визначено, щоб постанови плебейських зборів були обов'язковими для всього народу. Таким чином, рішення плебеїв поставлені були нарівні зі справжніми законами. 
Оригінальний текст (лат.)
Lex est, quod populus iubet atque constituit. plebiscitum est, quod plebs iubet atque constituit. plebs autem a populo eo distat, quod populi appellatione universi cives significantur, connumeratis et patriciis; plebis autem appellatione sine patriciis ceteri cives significantur; unde olim patricii dicebant plebiscitis se non teneri, quae sine auctoritate eorum facta essent; sed postea lex Hortensia lata est, qua cautum est, ut plebiscita universum populum tenerent: itaque eo modo legibus exaequata sunt.

Раніше вони вимагали згоди сенату, щоб набути юридичної сили, принаймні, починаючи із закону Публілія Філона, який набув чинності в 339 році до н.е. З цього правового статусу стало зрозумілим, що трибунам було дозволено брати участь у колегіальних інтецессіях проти законопроектів, які були представлені в інших місцях. 
Крім того, закон встановив обмеження щодо часу призначення голосування. Наприклад, більше не можна було проводити голосування в базарні дні, що могло заважати господарським справам. Однак це стало перешкодою для участі сільських плебеїв у плебісциті, оскільки вони тоді не могли голосувати у зручні дні, коли вони були б у місті.
Зрівняння в правах плебеїв із патриціями змінило соціальну структуру римського суспільства. Патриції та плебеї перестали бути різними класами-станами. Верхівка плебсу об'єдналася тепер із патриціями й утворила новий стан - нобілітет, що складався з великих робітників і землевласників, з-поміж яких поповнювався сенат і обиралися на державні посади магістрати. Заможний прошарок римських громадян, пов'язаний із середнім землеволодінням, торгівлею і комерцією, утворив стан вершників. Усі інші становили плебс - це були вільні селяни, дрібні ремісники і торговці.

## Значення
Остаточне зрівняння законів і плебісцитів, досягнуте в 287 р. до н. е., призвело до свого роду розподілу повноважень між коміціями та плебеями: пропозиції, що мають справжню політичну вагу, представлялися консулами на зборах центуріату, тоді як більш технічні закони, зокрема ті, відносно приватного права, були залишені за трибунами. Цей розподіл повноважень виправдовувався також частою відсутністю верховних магістратів у Римі через військові потреби. 
Однак закон не посприяв значній демократизації Риму, оскільки плебісцит керувався нобілітетом. Завдяки цьому закону плебейська еліта бачила задоволення своєї головної вимоги — політичного представництва. Однак остаточне вирішення вимог бідних — анулювання боргів, перерозподіл землі — ще не було знайдено. 
Тим не менш, не можна заперечувати, що сенат міг скасувати плебісцит. Але випадки скасування плебісциту сенатом підтверджують, що це було не через відсутність згоди щодо змісту плебісциту, а радше з більш бюрократичних причин.
Народні збори не могли функціонувати як автономні інституції. Вони не збиралися як само собою зрозуміле явище, як в Афінах, а лише за скликанням магістрату - консула чи претора у випадку коміцій, трибуна у випадку зборів плебеїв. Більше того, вони не могли нічого ініціювати; вони лише відповідали "так" або "ні" на запитання, які їм ставили магістрати, або обирали між кандидатами, яких їм представляли. Таким чином, їхня роль у політиці була скоріше пасивною, ніж активною, і повністю залежала від магістратів, які мали право "мати справу з народом" (agere cum populo) .

### Довідники
- Lex Hortensia, Nundinae // Реальный словарь классических древностей / под ред. членов Общества классической филологии и педагогики Любкер Ф., Ф. Гельбке, Л. Георгиевского, Ф. Зелинского, В. Канского, М. Куторги и П. Никитина. — СПб., 1885.(нім.)(рос.)

### Книжки
- Історія античної цивілізації : У 3-х т. - Т. 2. Стародавній Рим : Підручник. 2-ге вид., стереотипне / В. О. Балух. - Чернівці: Наші книги, 2016. - 848 с.; іл., карти. ISBN 978-966-482-011-7.
- Моммзен Т. История Рима. М., 1994, 480 c.
- Франчози Дж. Институционный курс римского права / Перевод с итальянского; Отв. ред. Л.Л. Кофанов. - М.: Статут, 2004. - 428 с. ISBN 5-8354-0174-4 (в пер.)
- Lorenzo Gagliardi. lex Hortensia — https://doi.org/10.1093/acrefore/9780199381135.013.8189
- Maddox, Graham. “The Economic Causes of the Lex Hortensia.” Latomus, vol. 42, no. 2, 1983, pp. 277–86. JSTOR, http://www.jstor.org/stable/41532825. Accessed 21 May 2023.
- The Cambridge Ancient History. Vol. VII. Part 2. The Rise of Rome to 220 BC. 1990, https://doi.org/10.1017/CHOL9780521234467